# Oberkrain

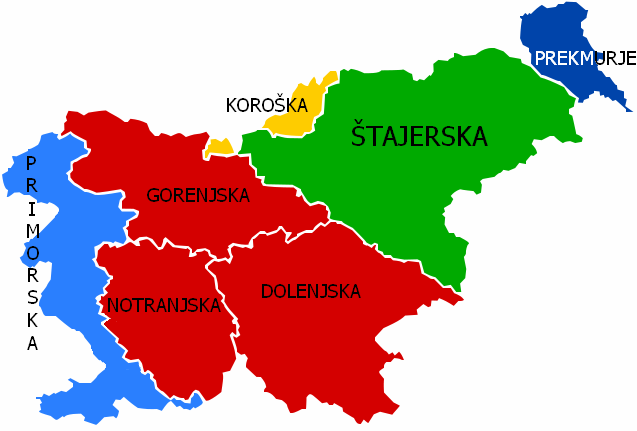
Die Landschaften Sloweniens

Historische Karte Oberkrains, Ende 18. Jahrhundert

Die Oberkrain (slowenisch Gorenjska)  ist eine der historischen Landschaften (Pokrajina) in Slowenien. Sie war als Teil des Kronlandes Krain ein Teil der Österreichischen Monarchie (Cisleithanien).
Im System der Statistischen Regionen Sloweniens ist die Oberkrain heute Bestandteil der  Statistischen Region Gorenjska. Der Landschaftsbegriff wird vor allem für kulturelle und touristische Anliegen genutzt.

## Gliederung
Zum historischen Gebiet der Oberkrain gehören die heutigen Gemeinden Bled (Veldes), Bohinj (Wochein), Cerklje na Gorenjskem (Zirklach), Dobrova-Polhov Gradec (Dobrawa-Billichgrätz), Domžale (Domschale), Gorenja vas-Poljane (Oberdorf), Gorje (Göriach), Ig (Iglack), Jesenice (Aßling), Jezersko (Seeland), Kamnik (Stein in Oberkrain), Komenda (Kappelsdorf), Kranj (Krainburg), Kranjska Gora (Kronau), Ljubljana (Laibach), Log-Dragomer (Dragomer), Lukovica (Lukowitz), Medvode (Zwischenwassern), Mengeš (Mansburg), Moravče (Moräutsch), Naklo (Nakas), Preddvor (Höflein), Radovljica (Radmannsdorf), Šenčur (Sankt Georg), Škofja Loka (Bischoflack), Tržič (Neumarktl), Trzin (Tersein), Vodice (Woditz), Železniki (Eisnern), Žiri (Sairach), Žirovnica (Scheraunitz)

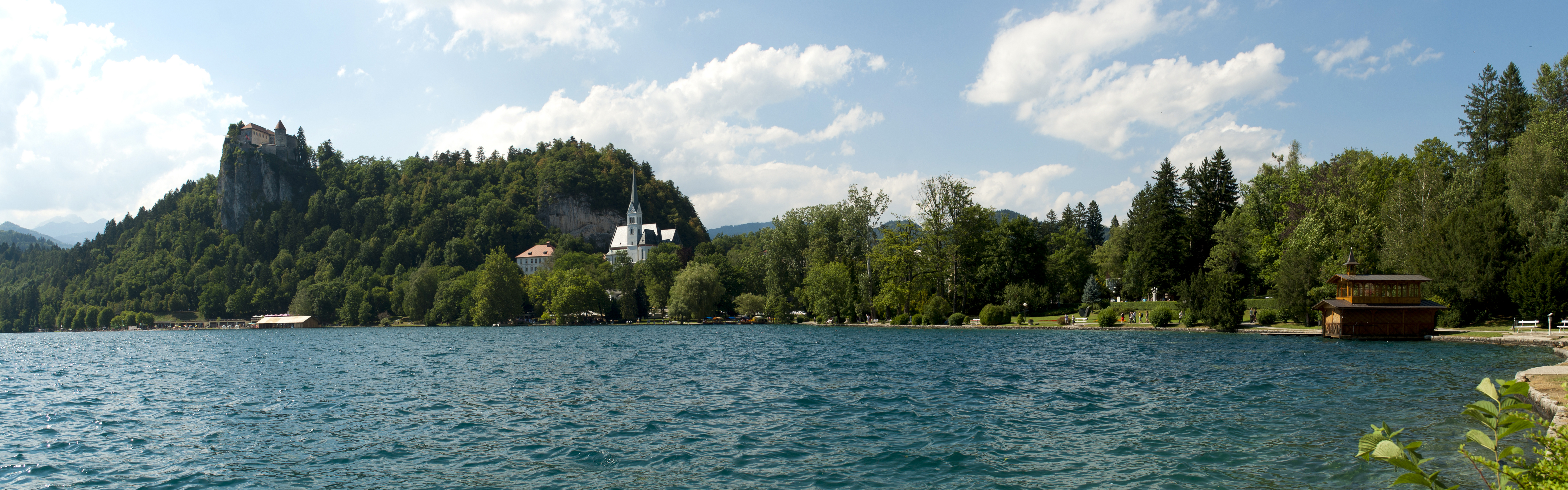
See von Bled (Panorama)
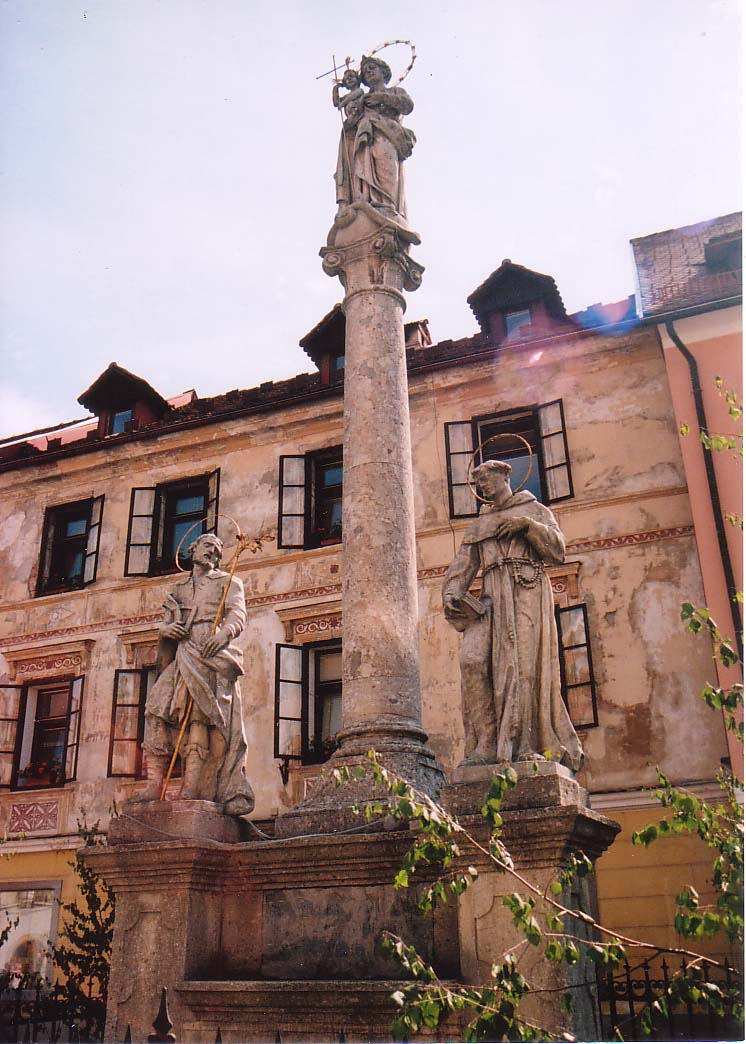
Pestsäule in Škofja Loka
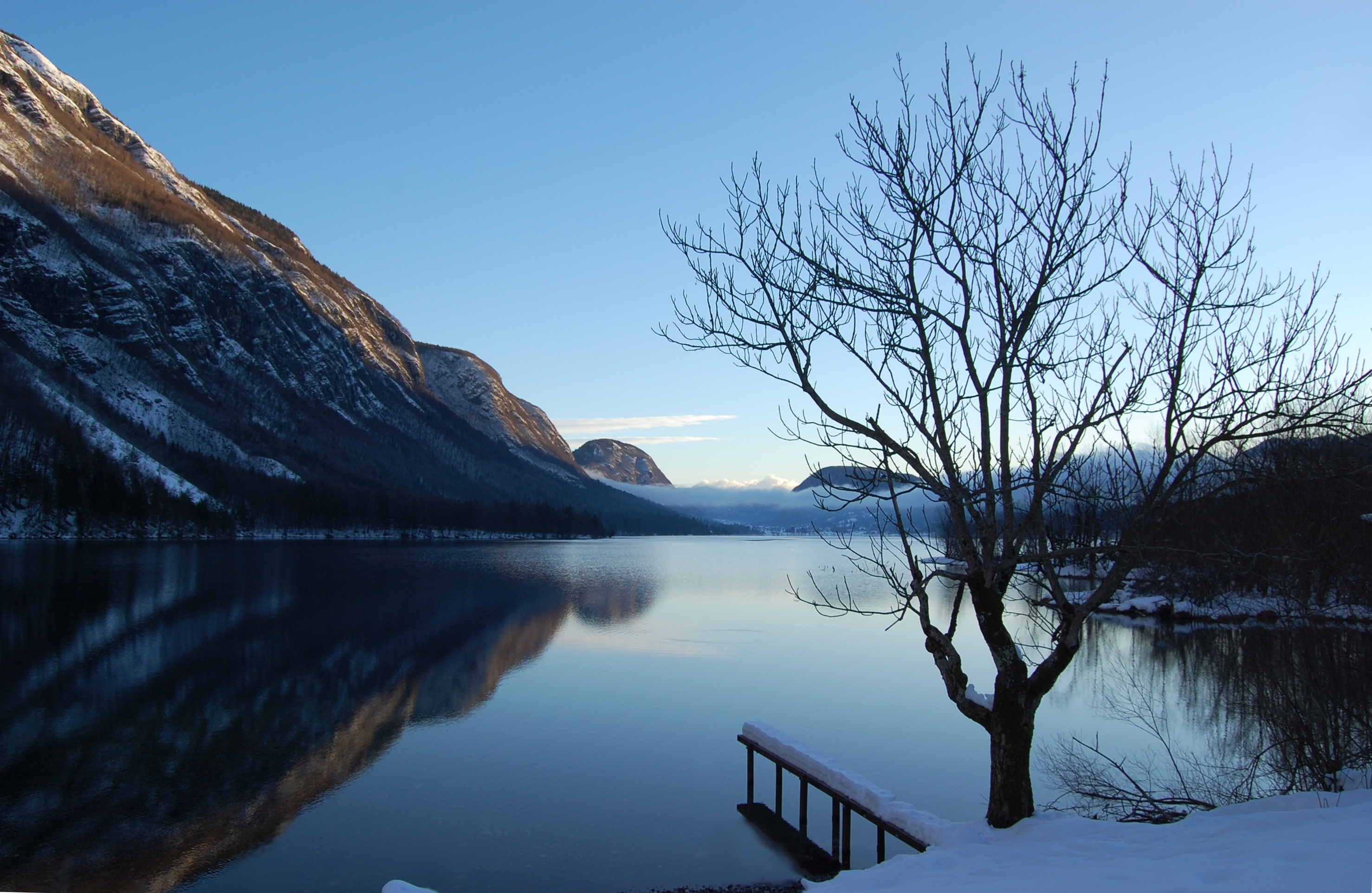
See von Bohinj
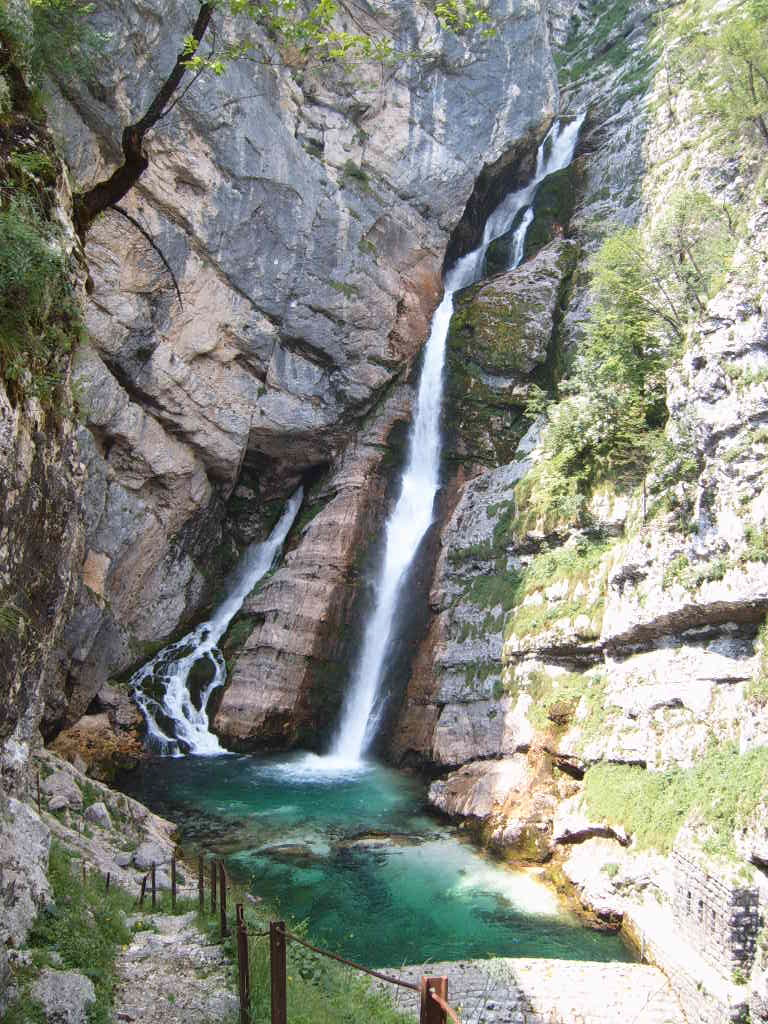
Savica-Wasserfall
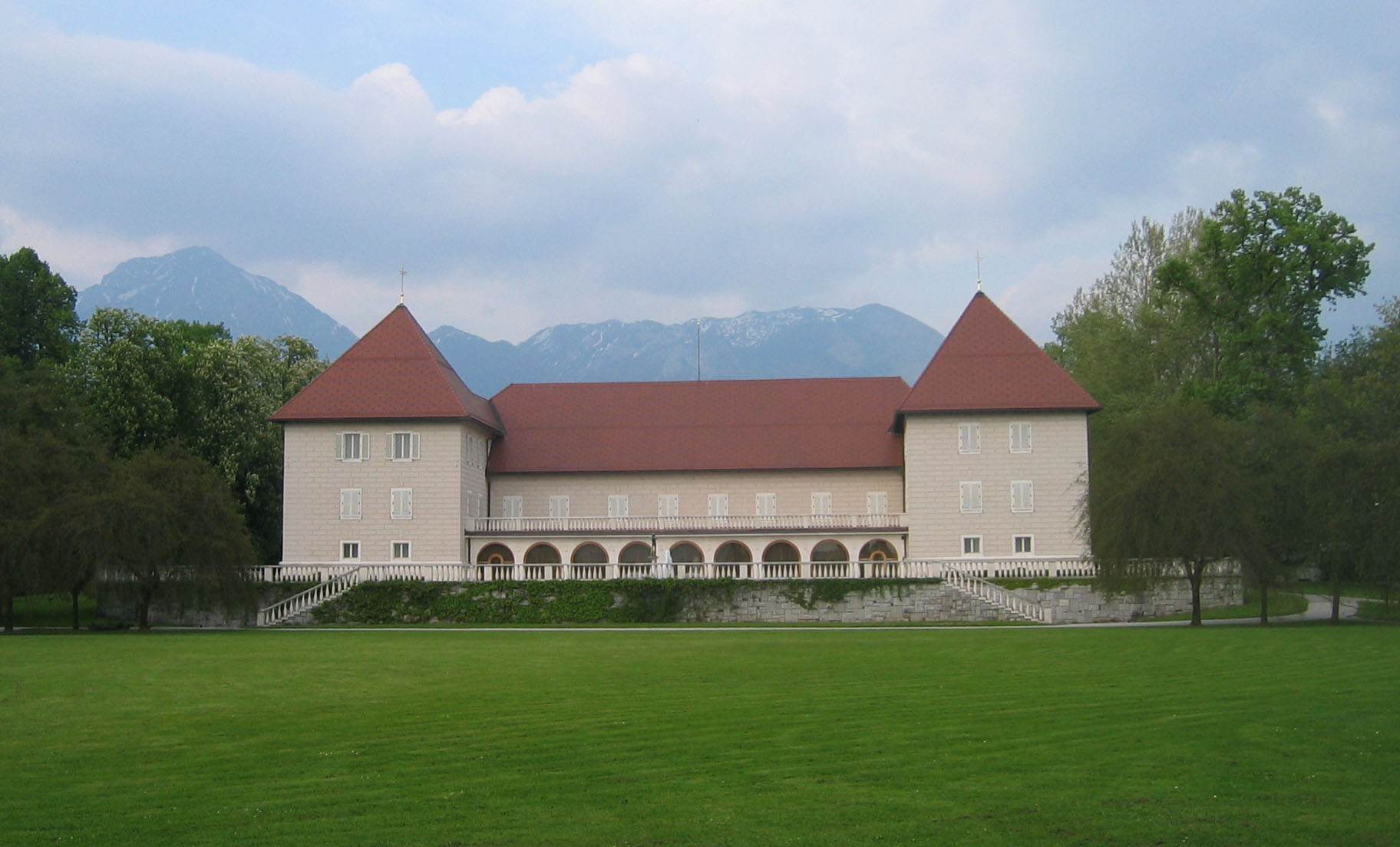
Schloss Brdo